# تطوع افتراضي
التطوع الافتراضي هو القيام بمهام المتطوع التي ينهيها جميعها أو جزءًا منها باستخدام شبكة الإنترنت في المنزل أو المدرسة أو مركز الاتصالات الرقمية أو في العمل أو من أي جهاز يتصل بشبكة الإنترنت مثل المساعد الرقمي الشخصي أو الهواتف الذكية (التي تتوفر بها وظائف الإنترنت)،  ويسمى أيضًا بالتطوع عبر الإنترنت أو التطوع عن بُعد أو التطوع الإلكتروني .

## الممارسة العملية
في إحدى الدراسات،  اختار أكثر من 70 % من المتطوعين عبر الإنترنت مهام تتطلب من ساعة إلى خمس ساعات أسبوعيًا، واختار نصفهم تقريبًا مهام تستغرق 12 أسبوعًا أو أقل. تقدم بعض المنظمات فرص التطوع عبر الإنترنت والتي تستمر من عشر دقائق إلى ساعة، ومن المزايا الفريدة للعمل التطوعي على الإنترنت أنه يمكن القيام به عن بعد، حيث يشارك الأشخاص ذو الحركة المحدودة أو الاحتياجات الأخرى الخاصة بطرقٍ قد لا تكون ممكنة في العمل التطوعي التقليدي والذي يكون وجهاً لوجه، وبالمثل، قد يسمح التطوع عبر الإنترنت للناس بالتغلب على العوائق الاجتماعية والقلق الاجتماعي، وخاصةً إذا كانوا يختبرون عادةً التسميات المتعلقة بالإعاقة أو التنميط، وهذا بشأنه يمكّن الأشخاص الذين قد لا يتطوعون بخلاف ذلك، حيث أنه من الممكن أن يساعد على بناء الثقة بالنفس واحترام الذات مع تعزيز المهارات وتوسيع الشبكات والعلاقات الاجتماعية، كما يسمح التطوع عبر الإنترنت للمشاركين تكييف برنامج عملهم التطوعي مع مهاراتهم الفريدة وشغفهم، 
يقوم الأشخاص المشاركون في العمل التطوعي الافتراضي بمجموعة متنوعة من الأنشطة من مواقع بعيدة إلى المنظمة أو الأشخاص الذين يساعدونهم، عبر جهاز كمبيوتر أو جهاز آخر متصل بالإنترنت، مثل:
- البحث عن مواضيع (على سبيل المثال لمشاريع ويكيا)
- كتابة برمجيات (انظر برمجيات المصدر المفتوح التي غالبا ما يصنعها المتطوعون)
- برنامج التثبيت (على سبيل المثال بقع المجتمع)
- إنشاء صفحات الويب
- تحرير أو كتابة مقترحات، نشرات صحفية، مقالات إخبارية، إلخ.
- ترجمة المستندات (على سبيل المثال، ترجمات المعجبين)
- تطوير مواد المناهج الدراسية
- تصميم قاعدة بيانات
- تصميم الرسومات
- مسح المستندات ضوئيًا
- توفير الخبرة القانونية أو التجارية أو الطبية أو الزراعية أو أي خبرة أخرى
- تقديم المشورة للناس
- التدريس أو التوجيه للطلاب
- إدارة مجموعات للمناقشة عبر الإنترنت
- كتابة الأغاني
- إنشاء بودكاست
- تحرير مقطع فيديو
- رصد الأخبار
- العناية الرعوية على الإنترنت
- الإجابة عن الاسئلة
- إدراج الوسوم على الصور والملفات
- إدارة متطوعين آخرين عبر الإنترنت [4] [5] [6]

في الدول النامية ، تركز أوجه التآزر المبتكرة بين العمل التطوعي والتكنولوجيا عادةً على تقنيات الاتصالات المحمولة بدلاً من الإنترنت، استطاع حوالي 26 بالمائة من الأشخاص حول العالم الاتصال بالإنترنت في عام 2009، ومع ذلك، كان انتشار الإنترنت في البلدان ذات الدخل المنخفض فقط 18 في المائة مقارنة بأكثر من 64 في المائة في البلدان المتقدمة.
في حين أن التكاليف الثابتة للإنترنت عريض النطاق آخذة في الانخفاض، ولا يزال الوصول إليها غير متاح للكثيرين  وعلى الرغم من ذلك، فإن التطوع عبر الإنترنت يتطور بسرعة.
المتطوعون عبر الإنترنت هم «أشخاص يكرسون وقتهم ومهاراتهم عبر الإنترنت بحرية وبدون اعتبارات مالية لصالح المجتمع». ألغى التطوع عبر الإنترنت الحاجة إلى ربط العمل التطوعي بأوقات ومواقع محددة وبالتالي فإنه يزيد بصورة كبيرة من حرية ومرونة مشاركة المتطوعين ويكمل التوعية وتأثير المتطوعين الذين يعملون في الموقع، ويشارك معظم المتطوعين عبر الإنترنت في الأنشطة التشغيلية والإدارية مثل جمع التبرعات، والدعم التكنولوجي، والاتصالات، والتسويق والاستشارات كما أنهم يشاركون على نحو متزايد في أنشطةٍ مثل البحث والكتابة وقيادة مجموعات مناقشة البريد الإلكتروني.
يُعد التطوع البسيط على الإنترنت أيضًا مثالًا للتطوع الافتراضي والتعهيد الجماعي، حيث يقوم المتطوعون بمهام عبر أجهزة المساعد الرقمي الشخصي أو الهواتف الذكية، ولا يُطلب من هؤلاء المتطوعين الخضوع لأي فحص أو تدريب من المنظمة غير الربحية لمثل هذه المهام، ولا يتعين عليهم تقديم أي التزام آخر عند اكتمال المهمة البسيطة، أو أنهم قد خضعوا بالفعل للفحص أو التدريب من المنظمة غير الربحية، ولذلك تمت الموافقة على توليهم المهام الصغيرة التي تناسب أوقات تواجدهم واهتماماتهم.
كان مشروع التطوع الافتراضي يطلق على التطوع البسيط عبر الإنترنت في الأصل مصطلح «التطوع بحجم البايت» وكان دائمًا جزءًا من ممارسة التطوع عبر الإنترنت منذ أكثر من 30 عامًا،  ومن الأمثلة القديمة على كلٍ من التطوع البسيط والتعهيد الاجتماعي ClickWorkers، وهو مشروع صغير تابع لوكالة ناسا بدأ في عام 2001 حيث أشرك المتطوعين عبر الإنترنت في المهام ذات الصلة العلمية التي تتطلب فقط إدراك الشخص والحس السليم، ولكن ليس تدريبًا علميًا مثل تحديد الحفر على كوكب المريخ في الصور التي نشرها المشروع على الإنترنت، فلم يتم تدريب المتطوعين أو فحصهم قبل المشاركة.
عادةً ما تُنسب عبارة «العمل التطوعي البسيط» إلى منظمة غير ربحية مقرها سان فرانسيسكو تدعى The Extraordinaries.  

## التاريخ المبكر
تعود ممارسة التطوع الافتراضي لصالح المبادرات غير الربحية إلى أوائل السبعينيات على الأقل عندما بدأ مشروع جوتنبرج بإشراك المتطوعين عبر الإنترنت لتقديم نسخ إلكترونية من الأعمال في المجال العام.
في عام 1995، بدأت منظمة غير ربحية جديدة تسمى Impact Online - تسمى الآن VolunteerMatch-  ومقرها بالو ألتو في كاليفورنيا، في الترويج لفكرة «المتطوعون الافتراضيون». في عام 1996، تلقت منظمة Impact Online منحة من مؤسسة James Irvine لإطلاق مبادرة للبحث في ممارسة التطوع الافتراضي وتعزيز الممارسة للمنظمات غير الربحية في الولايات المتحدة، وأطلق على هذه المبادرة الجديدة مشروع التطوع الافتراضي، وأُطلق الموقع على شبكة الإنترنت في أوائل عام 1997.
بعد عام واحد من العمليات، انتقل مشروع التطوع الافتراضي إلى مركز تشارلز أ. دانا في جامعة تكساس في أوستن.
في عام 2002، انتقل مشروع التطوع الافتراضي داخل الجامعة إلى كلية ليندون جونسون للشؤون العامة
لقد أمضي العامين الأولين من مشروع التطوع الافتراضي على التكييف على كتيبات العمل عن بعد ومراجعتها  وعلى المبادئ التوجيهية الحالية لإدارة المتطوعين فيما يتعلق بالتطوع الافتراضي، بالإضافة إلى تحديد المنظمات التي كانت تضم متطوعين عبر الإنترنت.
بحلول نيسان 1999، حدد مشروع التطوع الافتراضي ما يقرب 100 منظمة على أنها تشمل متطوعين عبر الإنترنت وأدرجت في الموقع. نظرًا لتزايد عدد المنظمات غير الربحية والمدارس والبرامج الحكومية وغيرها من الكيانات غير الربحية التي تشمل المتطوعين عبر الإنترنت، توقف مشروع التطوع الافتراضي عن إدراج كل هذه المنظمات التي تضم متطوعين عبر الإنترنت في موقعه على الويب في عام 2000، وركز جهوده على ترويج الممارسة وتوصيف المنظمات التي لديها برامج تطوعية كبيرة أو فريدة عبر الإنترنت، وإنشاء إرشادات لإشراك المتطوعين عبر الإنترنت.
حتى كانون الثاني 2001، أدرج مشروع التطوع الافتراضي جميع برامج التخاطب عن بُعد والتعليم عن بُعد في الولايات المتحدة الأمريكية (البرامج التي يقوم بها المتطوعون عبر الإنترنت بتوجيه أو إرشاد الآخرين من خلال منظمة أو مؤسسة غير ربحية) وفي ذلك الوقت، حُدد 40 برنامج.
في أغسطس 1999، أُطلقت مبادرة NetAid.org  والتي تضمنت عنصر التطوع عبر الإنترنت، المعروف اليوم باسم خدمة الأمم المتحدة للتطوع عبر الإنترنت حيث أطلق عام 2000 ويديره متطوعو الأمم المتحدة منذ إنشائه وسرعان ما اجتذب عددًا كبيرًا من الأشخاص المستعدين لدعم المنظمات العاملة من أجل التنمية.
في عام 2003، ساهم بالفعل عدة آلاف من الأشخاص في خدمة الأمم المتحدة للتطوع عبر الإنترنت، وكان المتطوعون من خلفيات متنوعة للغاية بما في ذلك خريجي الجامعات وموظفي القطاع الخاص والمتقاعدين. بينما أصبحت خدمة الأمم المتحدة للتطوع عبر الإنترنت مستقلة، واصلت NetAid كمشروع مشترك بين برنامج الأمم المتحدة الإنمائي وسيسكو سيستمز والتي تهدف إلى «الاستفادة من قدرات الشبكات الفريدة للإنترنت لتعزيز التنمية والتخفيف من حدة الفقر في جميع أنحاء العالم».

## الوضع الحالي
اتخذت آلاف من المنظمات غير الربحية وغيرها من المبادرات التطوع عن طريق الإنترنت.  لا توجد منظمة تتتبع حاليًا أفضل الممارسات في العمل التطوعي عبر الإنترنت في الولايات المتحدة الأمريكية أو في جميع أنحاء العالم أو عدد الأشخاص المشاركين في العمل التطوعي عبر الإنترنت أو عدد المنظمات التي تستعين بالمتطوعين عبر الإنترنت ونادرًا ما تتضمن الدراسات التي تتعلق بالتطوع - مثل التقارير حول اتجاهات التطوع في الولايات المتحدة - معلومات حول التطوع عبر الإنترنت على سبيل المثال، لم يسفر البحث عن مصطلح التطوع الافتراضي في «الخدمة التطوعية في أمريكا» التابع لمؤسسة الخدمة الوطنية عن نتائج. في ورقة مناقشة منتدى IVCO لعام 2015  يوصى بتطوير أداة قياس جماعية كجزء من إطار قياس عالمي ويجب أن تجذب التطوع عبر الإنترنت أيضًا.
تربط خدمة الأمم المتحدة للتطوع عبر الإنترنت المنظمات العاملة في العالم النامي أو التي تعمل مع المتطوعين عبر الإنترنت وجعلت الإحصائيات التي تتعلق بعدد المتطوعين عبر الإنترنت وإشراك المنظمات (أي المنظمات غير الحكومية أو منظمات المجتمع المدني الأخرى أو الحكومة أو المؤسسات العامة الأخرى، أو وكالات الأمم المتحدة أو المؤسسات الحكومية الدولية الأخرى) التي تتعاون عبر الإنترنت من خلال منصتها متاحة.
في عام 2013، اجتذبت جميع الـ  17,370 مهمة من مهام التطوع عبر الإنترنت التي قدمتها منظمات التطوير من خلال خدمة التطوع عبر الإنترنت العديد من المتطوعين المؤهلين وكان حوالي 58 في المائة من 11.037 متطوعًا على الإنترنت من النساء، و 60 في المائة أتوا من البلدان النامية؛ في المتوسط، كان عمرهم 30 عامًا.
قد صنف أكثر من 94 بالمائة من المنظمات والمتطوعين عبر الإنترنت تعاونهم على أنه جيد أو ممتاز في عام 2013. بالنسبة لمنظمات المجتمع المدني ذات الموارد المحدودة على وجه الخصوص، فإن تأثير مشاركة المتطوعين عبر الإنترنت كبير: 41٪ يشترك متطوعو الأمم المتحدة عبر الإنترنت للحصول على الخبرة التقنية غير المتاحة داخليًا.
وفقًا لتقييم الأثر نفسه الذي أُجري في عام 2014، ففي كثير من الحالات ستواجه المنظمات التي لا يمكنها الوصول إلى المتطوعين عبر الإنترنت صعوبات في تحقيق نتائج السلام والتنمية الخاصة بها.
في يوليو 2016، كشف برنامج متطوعي الأمم المتحدة عن موقع إلكتروني أُعيد تصميمه وأطلق خدمتين إضافيتين: الاستعلام بنقرة واحدة للسماح للمؤسسات بالوصول إلى نصف مليون شخص لتوفير بيانات في الوقت الفعلي لمشاريعهم، وحل الموظف الجديد للتطوع عبر الإنترنت للشركات العالمية.
ظهرت الشراكات الشاملة لأصحاب المصلحة المتعددين كضرورة لتحقيق أهداف التنمية المستدامة (SDGs)، ويقع أول شريك من القطاع الخاص لخدمة التطوع عبر الإنترنت في البرازيل (Samsung Electronics American American Office).
تقدم العديد من خدمات المطابقة الأخرى مثل VolunteerMatch و Idealist ، وظائف تطوعية افتراضية مع المنظمات غير الربحية بالإضافة إلى فرص التطوع التقليدية في الموقع، وذكر موقع VolunteerMatch حاليًا أن حوالي 5 بالمائة من قوائم المتطوعين النشطة لها طابع افتراضي واعتبارًا من يونيو 2010، تضمن دليلها أكثر من 2770 قائمة مثل هذه الأدوار في التسويق التفاعلي وجمع الأموال والمحاسبة ووسائل التواصل الاجتماعي وإرشاد الأعمال.
وانخفضت النسبة المئوية للقوائم الافتراضية منذ عام 2006 عندما بلغت ذروتها عند ما يقارب 8 بالمائة من إجمالي فرص التطوع في نظام VolunteerMatch.
ويكيبيديا ومساعي مؤسسة ويكيميديا الأخرى هي أمثلة على التطوع عبر الإنترنت في صورة التعهيد الاجتماعي أو التطوع البسيط.
لا يُطلب من غالبية المتطوعين المساهمين في ويكيبيديا الخضوع لأي فحص أو تدريب من المنظمة غير الربحية لدورهم كباحثين أو كتاب أو محررين ولا يتعين عليهم الالتزام بوقت محدد للمنظمة من أجل المساهمة في الخدمة.
قد لا تذكر العديد من المنظمات المشاركة في العمل التطوعي الافتراضي المصطلح أو عبارة «تطوع عبر الإنترنت» على مواقعها على الويب أو في المؤلفات التنظيمية فعلى سبيل المثال، يقوم مجلس الأعمال من أجل السلام (Bpeace)، - وهي منظمة غير ربحية - بتوظيف مهنيين من رجال الأعمال للتبرع بوقتهم لإرشاد رجال الأعمال في البلدان المتأثرة بالصراعات، بما في ذلك أفغانستان ورواندا، ولكن غالبية هؤلاء المتطوعين يتفاعلون مع موظفي Bpeace ورجال الأعمال عبر الإنترنت بدلاً من العمل التطوعي التقليدي الذي يكون وجهاً لوجه وحتى الآن لم يذكر مصطلح «التطوع الافتراضي» على موقع الويب.
وتشارك Bpeace أيضًا في العمل التطوعي البسيط على الإنترنت وتطلب الحصول على معلومات من مؤيديها، مثل مكان العثور على مجتمعات عبر الإنترنت لمتخصصين معينين في الولايات المتحدة الأمريكية ولكن المنظمة لا تذكر مطلقًا مصطلح «التطوع البسيط» على موقعها على الويب.
مثال آخر هو برنامج Electronic Emissary الذي يعد واحد من أول برامج التوجيه عبر الإنترنت K-12، وتم إطلاقه في عام 1992، ولا يستخدم موقع الويب عبارة التطوع الافتراضي ويفضل الاتصال بخبراء متخصصين في الموضوع عبر الإنترنت.
ستعزز الصور المتطورة للعمل التطوعي فرص للناس في التطوع، ويربط انتشار التكنولوجيا بين المناطق الريفية والمعزولة أكثر من أي وقت مضى.
بدأت المنظمات غير الحكومية والحكومات في إدراك قيمة التطوع الدولي من الجنوب إلى الجنوب وكذلك تطوع المهاجرين وتخصص الموارد لهذه المخططات، وتستجيب الشركات لـ «السوق الاجتماعي» عبر دعم مبادرات المسؤولية الاجتماعية للشركات التي تشمل العمل التطوعي.
الفرص الجديدة للمشاركة في العمل التطوعي آخذة في الانفتاح مما أدى إلى مشاركة المزيد من الأشخاص ويمكن لأولئك المشاركين بالفعل توسيع التزامهم.  هنالك ظاهرة لا تزال جديدة تمامًا ولكنها تنمو بسرعة، الا وهي الدمج الرسمي لبرامج تطوع الموظفين عبر الإنترنت في البنية التحتية وخطة الأعمال للشركات.